# Saint-Étienne-de-Saint-Geoirs
Saint-Étienne-de-Saint-Geoirs település Franciaországban, Isère megyében. Lakosainak száma 3352 fő (2022. január 1.). Saint-Étienne-de-Saint-Geoirs Saint-Pierre-de-Bressieux, Sillans, Brézins, La Frette, Plan, Saint-Geoirs és Saint-Hilaire-de-la-Côte községekkel határos.

## Népesség
A település népessége az elmúlt években az alábbi módon változott:
| Lakosok száma | 1209 | 1909 | 2164 | 2536 | 3229 | 3259 | 3225 | 3206 | 3207 | 3352 |
|               | 1968 | 1982 | 1990 | 2006 | 2013 | 2015 | 2017 | 2019 | 2020 | 2022 |